# Людовик I (герцог Савойи)
Людовик I Савойский (итал. Ludovico I di Savoia; 21 февраля 1413 — 29 января 1465) — герцог Савойский с 1440 года. Сын Амадея VIII, герцога Савойского, и Марии Бургундской.

## Биография
С 1434 года Людовик управлял государством своего отца, используя титул князя Пьемонта. Его отец Амадей VIII фактически оставил свои герцогские обязанности после смерти жены и обратился к религии. Он был избран папой Римским в 1439 году и отрекся от престола в пользу Людовика.
Регентство, которое Людовик осуществлял, используя титул князя Пьемонта, положило начало новой традиции Савойского дома: предоставлять этот титул наследному принцу.

## Семья
1 ноября 1433 года в Шамбери он женился на Анне де Лузиньян (1419—1462), дочери Януса, короля Кипра, и Шарлотты де Бурбон. У супругов было 18 детей, из которых пятеро умерли во младенчестве:
1. Амадей Савойский (1.2.1435 — 30.3.1472), герцог Савойский под именем Амадея IX Счастливого, князь Пьемонта, женат на принцессе Иоланде Французской (23.9.1434 — 23.8.1478);
2. Мария Савойская (10.3.1436 — 1.12.1437);
3. Людовик Савойский (1.4.1437 — 16.7.1482), граф Женевы и король Кипра, женат первым браком на принцессе Аннабелле Шотландской (1433—1509), вторым браком на королеве Шарлотте Кипрской (28.6.1444 — 16.7.1487);
4. Филипп II (1438—1497), герцог Савойский, князь Пьемонта;
5. Маргарита Савойская (1439 — 9.3.1483), замужем первым браком за Джованни IV Палеологом (24.6.1413 — 19.1.1464), маркграфом Монферрато, вторым браком за Пьером II де Люксембургским (1435 — 25.10.1482), графом Сен-Поля;
6. Пьер Савойский (2.2.1440 — 21.10.1458), архиепископ Тарантеза;
7. Янус Савойский (8.11.1440 — 22.12.1491), граф Женевы и Фосиньи, генерал-губернатор Ниццы, женат на принцессе Елене Люксембургской (ум. 1488);
8. Шарлотта (1441—1483), в 1451 вышла замуж за короля Франции Людовика XI
9. Аймоне (1442—1443)
10. Жак (1445)
11. Агнеса (1445—1508), в 1466 вышла замуж за Франсуа Орлеанского, графа де Лонгвиль (1447—1491)
12. Жан-Луи (1447—1482), епископ Женевы и епископ Тарантеза
13. Мария (1448—1475), в 1466 вышла замуж за Луи де Люксембург-Сен-Поль (1418—1475)
14. Бона (1449—1503), в 1468 вышла замуж за Галеаццо Сфорца (1444—1476), герцога Милана
15. Жак (1450—1486), граф Ромонта, сеньор Во
16. Анна (1452)
17. Франциск (1454—1490), архиепископ Оша и епископ Женевы
18. Жанна (1455)

Также у Людовика был незаконный сын Жан-Франсуа Савойский (ум. 1522), епископ Женевы в 1513—1522.
- Амадей
- Людовик
- Филипп II
- Шарлотта
- Бона
- Жак (1450—1486)